# Lilla Hästskär (Lemland, Åland)
Lilla Hästskär är en ö i Åland (Finland). Den ligger i Skärgårdshavet och i kommunen Lemland i landskapet Åland, i den sydvästra delen av landet. Ön ligger omkring 13 kilometer sydöst om Mariehamn och omkring 270 kilometer väster om Helsingfors.
Öns area är 1,7 hektar och dess största längd är 270 meter i sydöst-nordvästlig riktning. Ön höjer sig omkring 10 meter över havsytan.